# كنيسة (صور)
الكنيسة هي إحدى القرى اللبنانية من قرى قضاء صور في محافظة الجنوب.

## أعلام
- ليال عبود